# Miss Kazajistán
Miss Kazajistán (en kazajo: Мисс Қазақстан, romanizado: Mïss Qazaqstan) es un concurso de belleza nacional en Kazajistán. Se encarga de seleccionar a las representantes del país para los concursos Miss Universo y Miss Mundo.
Fue fundado en el año 1997 por la agencia San Bell, ahora, este evento es un evento cultural en el país. La competencia es tradicionalmente apoyada por el Ministerio de Cultura de la República de Kazajistán.

## Ganadoras

### Miss Kazajistán (1997-2019)
| Año  | Ganadoras             |
| ---- | --------------------- |
| 1997 | Jamila Biysembayeva   |
| 1998 | Dana Tolesh           |
| 1999 | Asel Isabayeva        |
| 2000 | Margarita Kravtsova   |
| 2001 | Gulmira Makhambetova  |
| 2002 | Olga Sidorenko        |
| 2003 | Saule Zhunusova       |
| 2004 | Alexandra Kazakova    |
| 2005 | Dina Nuraliyeva       |
| 2006 | Gaukhar Rahmetaliyeva |
| 2007 | Alfina Nasyrova       |
| 2008 | Olga Nikitina         |
| 2009 | Symbat Madyarova      |
| 2010 | Zhanna Zhumalyeva     |
| 2011 | Ainur Toleuova        |
| 2012 | Zhazira Nurimbetova   |
| 2013 | Aidai Isayeva         |
| 2014 | Regina Vandysheva     |
| 2015 | Aliya Mergenbayeva    |
| 2016 | Gulbanu Azimkhanova   |
| 2017 | —                     |
| 2018 | Alfiya Yersaiyn       |
| 2019 | Madina Batyk          |

### Miss Universo Kazajistán (2015-2021)
La Organización Miss Kazakhstan decidió coronar a Miss Universo Kazajistán por separado entre 2015 y 2021. La ganadora provenía principalmente de la Organización Miss Almaty.
| Año  | Miss Universo Kazajistán | Nombre kazajo    | Región      |
| ---- | ------------------------ | ---------------- | ----------- |
| 2015 | Regina Valter            | Реджина Вальтер  | Alma Ata    |
| 2016 | Darina Kulsitova         | Дарина Күлситова | Semey       |
| 2017 | Kamilla Asylova          | Камилла Асылова  | Alma Ata    |
| 2018 | Sabina Azimbayeva        | Оля Рат          | Taldykorgan |
| 2019 | Alfïya Yersaiyn          | Альфия Ерсайын   | Atyrau      |
| 2020 | Kamilla Serikbay         | Камилла Серікбай | Pavlodar    |
| 2021 | Aziza Tokashova          | Азиза Тоқашова   | Alma Ata    |

### Qazaqstan Miss (desde 2021)
La Organización Miss Kazakhstan decidió dividir a la ganadora de Miss Kazakhstan en las 3 categorías; Qazaqstan Miss Mundo, Qazaqstan Miss Universo y Qazaqstan Miss Tierra.
| Año  | Qazaqstan Miss Mundo | Nombre kazajo     | Región | Qazaqstan Miss Universo       | Nombre kazajo     | Región   | Qazaqstan Miss Tierra | Nombre kazajo     | Región    |
| ---- | -------------------- | ----------------- | ------ | ----------------------------- | ----------------- | -------- | --------------------- | ----------------- | --------- |
| 2021 | Nazerke Karmanova    | Назерке Карманова | Aktobe | Aidana Akhantaeva             | Айдана Ахантаева  | Astaná   | Anna Glubokovskaya    | Анна Глубоковская | Karaganda |
| 2022 | Tomiris Kakimova     | Томирис Кәкімова  | Astaná | Diana Tashimbetova Destituida | Диана Тәшімбетова | Alma Ata | Dilnaz Tilaeva        | Дильназ Тілаева   | Alma Ata  |

## Representación internacional

### Miss Universo Kazajistán
: Declarada como ganadora
     : Terminó como finalista
     : Terminó como una de las semifinalistas o cuartofinalistas
     : Terminó como ganadora de premios especiales
Miss Kazajistán ha comenzado a enviar una ganadora a Miss Universo desde 2006. De 2006 a 2014, la ganadora de Miss Kazajistán fue a competir en Miss Universo. Entre 2015 y 2018, el concurso de belleza Miss Almaty adquirió la franquicia de Miss Universo bajo Miss Kazajistán y seleccionó a la principal ganadora de Miss Universo; aquí Miss Almaty lució el título de Miss Universo Kazajistán. Comenzó el 2019 y la ganadora de Miss Kazajistán volvió a competir en Miss Universo.
| Año                                                   | Región      | Miss Kazajistán        | Nombre kazajo       | Posición en Miss Universo | Premios especiales     | Notas |
| ----------------------------------------------------- | ----------- | ---------------------- | ------------------- | ------------------------- | ---------------------- | --- |
| 2024                                                  | Alma Ata    | Madina Almukhanova     | Мадина Альмуханова  | No clasificó              |                        | |
| 2023                                                  | Almaty      | Tomiris Zair           | Томирис Заир        | No clasificó              |                        | |
| 2022                                                  | Alma Ata    | Diana Tashimbetova     | Диана Тәшімбетова   | No compitió               | No compitió            | Se retiró: debido a la falta de patrocinio y problemas con la organización, Diana se retiró de la competencia. |
| 2022                                                  | Astaná      | Aidana Akhantaeva      | Анна Глубоковская   | No compitió               | No compitió            | Se retiró: fue reemplazada por una nueva candidata. |
| Miss Universe Kazakhstan                              |             |                        |                     |                           |                        | |
| 2021                                                  | Alma Ata    | Aziza Tokashova        | Азиза Тоқашова      | No clasificó              |                        | |
| 2020                                                  | Pavlodar    | Kamilla Serikbay       | Камилла Серікбай    | No clasificó              |                        | |
| Miss Kazakhstan                                       |             |                        |                     |                           |                        | |
| 2019                                                  | Atirau      | Alfïya Yersaiyn        | Альфия Ерсайын      | No clasificó              |                        | |
| Miss Universe Kazakhstan / Miss Almaty Beauty Pageant |             |                        |                     |                           |                        | |
| 2018                                                  | Taldykorgan | Sabina Azimbayeva      | Оля Рат             | No clasificó              |                        | |
| 2017                                                  | Alma Ata    | Kamilla Asylova        | Камилла Асылова     | No clasificó              |                        | |
| 2016                                                  | Semey       | Darina Kulsitova       | Дарина Күлситова    | No clasificó              |                        | |
| 2015                                                  | Alma Ata    | Regina Valter          | Реджина Вальтер     | No compitió               | No compitió            | Miss Almaty - Sovet Seitove (San Bell); Regina Valter se retiró en 2015 y tenía la intención de competir en el certamen de Miss Universo 2016; sin embargo, después de que se llevara a cabo una nueva competencia ese año, se coronó a la nueva titular y Valter fue despedida silenciosamente. |
| Miss Kazakhstan                                       |             |                        |                     |                           |                        | |
| 2014                                                  | Alma Ata    | Aiday Isaeva           | Айдай Исаева        | No clasificó              |                        | |
| 2013                                                  | Alma Ata    | Aygerim Kozhakanova    | Айгерім Қожақанова  | No clasificó              |                        | Aygerim fue designada para representar a Kazajistán en Miss Universe 2013, Aygerim estaba ganando el título de Miss Almaty 2013. |
| 2013                                                  | Kentau      | Zhazira Nurimbetova    | Айгерім Қожақанова  | No compitió               | No compitió            | |
| 2012                                                  | Taldykorgan | Aynur Toleuova         | Айнұр Төлеуова      | No compitió               | No compitió            | Debido a la edad mínima de reclutamiento, Aynur Toleuova no permitió competir en el certamen de Miss Universo 2012. |
| 2011                                                  | Alma Ata    | Valeriya Aleinikova    | Валерия Алейникова  | No clasificó              |                        | Valeriya fue primera finalista en Miss Kazajistán 2010. |
| 2010                                                  | Alma Ata    | Asselina Kuchukova     | Әселина Кучукова    | No clasificó              |                        | |
| 2010                                                  | Alma Ata    | Symbat Madyarova       | Симбиан Мадярова    | No compitió               | No compitió            | Symbat Madyarova fue reemplazada por Asselina Kuchukova (Miss Almaty) para ser «Miss Universo Kazajistán», pero su título existió hasta su reinado. |
| 2009                                                  | Karaganda   | Olga Nikitina          | Ольга Никитина      | No compitió               | No compitió            | Olga estaba programada para competir en Miss Universo 2009 en las Bahamas; debido a la falta de patrocinio durante su camino a las Bahamas, no asistió al concurso y Kazajistán se retiró por primera vez en la historia.                                                                        |
| 2008                                                  | Alma Ata    | Alfina Nassyrova       | Альфина Насырова    | No clasificó              | - Mejor Ao Dai (Top 5) | |
| 2007                                                  | Almaty      | Gaukhar Rakhmetaliyeva | Гаухар Рахметалиева | No clasificó              |                        | |
| 2006                                                  | Shymkent    | Dina Nuraliyeva        | Дина Нұралиева      | No clasificó              |                        | Miss Kazajistán - Dirección de Sovet Seitove (San Bell). |

### Miss Mundo Kazajistán
: Declarada como ganadora
     : Terminó como finalista
     : Terminó como una de las semifinalistas o cuartofinalistas
     : Terminó como ganadora de premios especiales
Miss Kazajistán ha comenzado a enviar una candidata a Miss Mundo desde 1998. Una finalista permite competir en la competencia de Miss Mundo. Comenzó 2015, Miss Kazajistán decidió enviar a la ganadora principal al certamen de Miss Mundo. En ocasiones, cuando la ganadora no califica (debido a la edad) para ninguno de los dos concursos, se envía una finalista.
| Año  | Región | Miss Mundo Kazajistán | Nombre kazajo | Posición en Miss Mundo | Premios especiales | Notas |
| ---- | --- | --- | --- | --- | --- | --- |
| 2024 | Astaná | Sabina Idrissova | Сабина Идрисова | Por competir | Por competir | Por competir |
| 2023 | Astaná | Tomiris Kakimova | Томирис Кәкімова | No clasificó | | |
| 2022 | Miss Mundo 2021 se reprogramó para el 16 de marzo de 2022 debido al brote de pandemia de COVID-19 en Puerto Rico, no comenzó ninguna edición en 2022 | Miss Mundo 2021 se reprogramó para el 16 de marzo de 2022 debido al brote de pandemia de COVID-19 en Puerto Rico, no comenzó ninguna edición en 2022 | Miss Mundo 2021 se reprogramó para el 16 de marzo de 2022 debido al brote de pandemia de COVID-19 en Puerto Rico, no comenzó ninguna edición en 2022 | Miss Mundo 2021 se reprogramó para el 16 de marzo de 2022 debido al brote de pandemia de COVID-19 en Puerto Rico, no comenzó ninguna edición en 2022 | Miss Mundo 2021 se reprogramó para el 16 de marzo de 2022 debido al brote de pandemia de COVID-19 en Puerto Rico, no comenzó ninguna edición en 2022 | Miss Mundo 2021 se reprogramó para el 16 de marzo de 2022 debido al brote de pandemia de COVID-19 en Puerto Rico, no comenzó ninguna edición en 2022 |
| 2021 | Aktobé | Nazerke Karmanova | Назерке Карманова | No compitió | No compitió | Nazerke se casó antes de competir en Miss Mundo. |
| 2020 | Debido al impacto de la pandemia de COVID-19, no hubo concurso en 2020                                                                               | Debido al impacto de la pandemia de COVID-19, no hubo concurso en 2020                                                                               | Debido al impacto de la pandemia de COVID-19, no hubo concurso en 2020                                                                               | Debido al impacto de la pandemia de COVID-19, no hubo concurso en 2020                                                                               | Debido al impacto de la pandemia de COVID-19, no hubo concurso en 2020                                                                               | Debido al impacto de la pandemia de COVID-19, no hubo concurso en 2020                                                                               |
| 2019 | Pavlodar | Madina Batyk | Мәдина Балық | No clasificó | - Miss World Top Model (Top 10) | |
| 2018 | Karagandá | Yekaterina Dvorechkaya | Екатерина Дворечкая | No clasificó | | Yekaterina fue primera finalista en Miss Kazajistán 2018.                                                                                            |
| 2017 | Kyzylorda | Gulbanu Azimkhanova | Камилла Асылова | Top 40 | - Ganadora del desafío Head-to-Head | |
| 2016 | Aktau | Alia Mergenbaeva | Әлиа Мергенбаева | No clasificó | | |
| 2015 | Alma Ata | Regina Vandysheva | Регина Вандишева | Top 20 | - Miss World Sport (Tercera finalista) - People's Choice award (Top 25) - Miss World Top Model (Top 30)                                              | |
| 2014 | Alma Ata | Madina Davletova | Мадина Давлетова | No compitió | No compitió | Madina fue segunda finalista en Miss Kazajistán 2013.                                                                                                |
| 2013 | Taldykorgan | Aynur Toleuova | Айнұр Төлеуова | No clasificó | | |
| 2012 | | Yevgeniya Klishina | Евгения Кlishина | Top 15 | | Yevgenia fue primera finalista en Miss Kazajistán 2010.                                                                                              |
| 2011 | Oral | Zhanna Zhumaliyeva | Жанна Жұмалиева | Top 15 | - Miss World Top Model | |
| 2010 | Alma Ata | Asselina Kuchukova | Әселина Кучукова | No clasificó | | |
| 2009 | Shymkent | Dina Nuraliyeva | Дина Нұралиева | Top 15 | | |
| 2008 | Alma Ata | Alfina Nassyrova | Альфина Насырова | Top 15 | | |
| 2007 | Nursultán | Dana Kaparova | Дана Капарова | No clasificó | | Dana fue primera finalista en Miss Kazajistán 2006.                                                                                                  |
| 2006 | Karagandá | Sabina Chukayeva | Сабина Чөкайова | No clasificó | | Sabina fue primera finalista en Miss Kazajistán 2005.                                                                                                |
| 2005 | No compitió | No compitió | No compitió | No compitió | No compitió | No compitió |
| 2004 | Alma Ata | Alexandra Kazakova | Александра Казакова | No clasificó | | |
| 2003 | Pavlodar | Saule Zhunusova | Саили Жүнісова | No clasificó | | |
| 2002 | Alma Ata | Olga Sidorenko | Ольга Сидоренко | No clasificó | | |
| 2001 | No compitió | No compitió | No compitió | No compitió | No compitió | No compitió |
| 2000 | Rostov del Don | Margarita Kravtsova | Маргарита кравцова | Top 5 | - World Designer Dress award | |
| 1999 | Alma Ata | Asel Isabayeva | Әсел Исабаева | No clasificó | | |
| 1998 | Alma Ata | Anna Kirpota | Анна Кирпота | No clasificó | | Anna fue primera finalista en Miss Kazajistán 1998.                                                                                                  |

### Miss Tierra Kazajistán
: Declarada como ganadora
     : Terminó como finalista
     : Terminó como una de las semifinalistas o cuartofinalistas
     : Terminó como ganadora de premios especiales
Miss Kazajistán ha comenzado a enviar una candidata a Miss Tierra desde 2001. En ocasiones, cuando la ganadora no califica (debido a la edad) para ninguno de los dos concursos, se envía una finalista.
| Año                                                                                | Región     | Miss Tierra Kazajistán | Nombre kazajo      | Posición en Miss Tierra | Premios especiales                                      | Notas                               |
| ---------------------------------------------------------------------------------- | ---------- | ---------------------- | ------------------ | ----------------------- | ------------------------------------------------------- | ----------------------------------- |
| 2024                                                                               | Alma Ata   | Ayaulym Alimkhaliyeva  | Аяулым Алимхалиева | Por competir            | Por competir                                            | Por competir                        |
| 2023                                                                               | Alma Ata   | Dilnaz Tilaeva         | Дильназ Тілаева    | Top 8                   | - Mejor en Traje de Noche                               |                                     |
| 2022                                                                               | Karaganda  | Anna Glubokovskaya     | Анна Глубоковская  | No compitió             | No compitió                                             | Se retiró por razones no reveladas. |
| Debido al impacto de la pandemia de COVID-19, no hubo representante en 2020 y 2021 |            |                        |                    |                         |                                                         |                                     |
| 2019                                                                               | Almaty     | Altynay Assenova       | Алтынай Әсенова    | No clasificó            |                                                         |                                     |
| No compitió entre 2015 y 2018                                                      |            |                        |                    |                         |                                                         |                                     |
| 2014                                                                               | Nur-Sultan | Assel Zholdassova      | Әсел Жолдасова     | No clasificó            | - Competición de talento (Grupo 3)                      |                                     |
| 2013                                                                               | Almaty     | Kumis Bazarbayeva      | Күміс Базарбаева   | No clasificó            | - Mejor en Talento - Miss Ever Bilena - Miss Versailles |                                     |
| No compitió entre 2008 y 2012                                                      |            |                        |                    |                         |                                                         |                                     |
| 2007                                                                               | Almaty     | Zhazira Nurkhodjaeva   | Жазира Нұрходжаева | No clasificó            |                                                         |                                     |
| No compitió entre 2002 y 2006                                                      |            |                        |                    |                         |                                                         |                                     |
| 2001                                                                               | Almaty     | Margarita Kravtsova    | Маргарита Кравцова | Miss Tierra - Agua 2001 | - Mejor en Traje de Noche                               |                                     |